# Ведро Ньютона
Ведро Ньютона — это простой физический эксперимент, которому даны различные объяснения, исходя из различных модельных представлений о пространстве и времени.

## Эксперимент

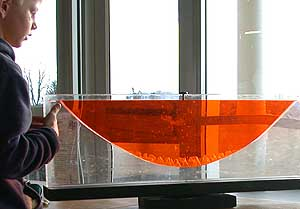
Аналогичный эксперимент, в котором вокруг проходящей через центр тяжести вертикальной оси вращается плоская прозрачная кювета с двумя несмешивающимися жидкостями, более лёгкая из которых подкрашена

Настоящий эксперимент проводится в лабораторных или домашних условиях. Берётся ведро, наполняется водой чуть больше половины, к ручке ведра привязывается верёвка и свободно подвешивается к штативу-треноге.
Ведро 10 раз поворачивают вокруг вертикальной оси, верёвка при этом скручивается, за счёт чего несколько укорачивается. Затем ведро отпускается. Под действием силы тяжести и моментов сил упругости со стороны верёвки ведро с водой раскрутится в обратную сторону вокруг той же вертикальной оси.
В первоначальные моменты времени, когда мы отпускаем ведро, вода в ведре неподвижна, и её свободная поверхность горизонтальна, а ведро начинает вращаться. В последующие моменты времени, в результате действия моментов сил вязкого трения, вода начинает вращаться вместе с ведром, и свободная поверхность воды принимает вогнутую форму: вода устремляется от оси вращения к стенкам ведра, и уровень воды у стенок ведра повышается.

## Интерпретации результатов опыта
- Основоположник классической механики Исаак Ньютон различал относительное и абсолютное движение.

Вначале, когда относительное движение воды в сосуде было наибольшее, оно совершенно не вызывало стремления удалиться от оси — вода не стремилась к окружности и не повышалась у стенок сосуда, а её поверхность оставалась плоской и истинное вращательное её движение ещё не началось. Затем, когда относительное движение уменьшилось, повышение воды у стенок сосуда обнаруживало её стремление удалиться от оси и это стремление показывало постепенно возрастающее истинное вращательное движение воды, и когда оно стало наибольшим, то вода установилась в покое относительно сосуда. Таким образом это стремление не зависит от движения воды относительно окружающего тела, следовательно по таким движениям нельзя определить истинно вращательное движение тела. Истинное круговое движение какого-либо тела может быть лишь одно в полном соответствии с силою стремления его от оси, относительных же движений, в зависимости от того, к чему они относятся, тело может иметь бесчисленное множество; но независимо от этих отношений, эти движения совершенно не сопровождаются истинными проявлениями, если только это тело не обладает, кроме этих относительных, и сказанным единственным истинным движением.
- Эрнст Мах отрицал наличие абсолютного движения и давал объяснение настоящего опыта на основе принципа, названного его именем.

Опыт Ньютона с вращающимся сосудом с водой показывает только то, что относительное вращение воды по отношению к стенкам сосуда не пробуждает заметных центробежных сил, но что эти последние пробуждаются относительным вращением по отношению к массе Земли и остальным небесным телам. Никто не может сказать, как протекал бы опыт, если бы стенки сосуда становились всё толще и массивнее, пока наконец, толщина их не достигла бы нескольких миль.
- Согласно принципу эквивалентности, лежащему в основе общей теории относительности Альберта Эйнштейна, силы гравитации эквивалентны силам инерции, возникающим при переходе из инерциальной системы отсчёта в неинерциальную. Таким образом, силы гравитации, действующие в некой точке пространства-времени, всегда могут быть устранены переходом в инерциальную систему отсчёта. Однако устранение сил гравитации во всём реальном пространстве-времени невозможно, поскольку в искривлённом пространстве-времени системы отсчёта могут быть инерциальными только локально.

В «Теории поля» Лев Ландау и Евгений Лифшиц объясняли.
Рассмотрим две системы отсчёта, из которых одна ({\displaystyle K}) инерциальна, а другая ({\displaystyle K'}) равномерно вращается относительно {\displaystyle K} вокруг общей оси {\displaystyle z}. Окружность в плоскости {\displaystyle xy} системы {\displaystyle K} (с центром в начале координат) может рассматриваться и как окружность в плоскости {\displaystyle x'y'} системы {\displaystyle K'}. Измеряя длину окружности и её диаметр масштабной линейкой в системе {\displaystyle K}, мы получим значения, отношение которых равно π, в соответствии с евклидовостью геометрии в инерциальной системе отсчёта. Пусть теперь измерение производится неподвижным относительно {\displaystyle K'} масштабом. Наблюдая за этим процессом из системы {\displaystyle K}, мы найдём, что масштаб, приложенный вдоль окружности, претерпевает лоренцево сокращение, а радиально приложенный масштаб не меняется. Ясно поэтому, что отношение длины окружности к её диаметру, полученное в результате такого измерения, окажется больше π.